# 메리 벨
메리 플로라 벨(영어: Mary Flora Bell, 1957년 5월 26일 ~ )은 영국의 연쇄 살인자이다.

## 생애
뉴캐슬어폰타인에서 매춘부였던 베티(Betty)의 둘째 아이로 태어났다. 베티는 자주 집을 비우고 글래스고로 일하러 가기 일쑤였다. 메리(메이(May)라고도 한다)의 아버지가 누구였는지에 대해서는 알려진 바가 없으나, 메리는 베티가 자신을 낳고 나서 얼마 있지 않아 결혼한 상대인 빌리 벨(Billy Bell)을 아버지로 생각했다. 그러나 빌리는 이미 다수의 전과를 가진 누범자로, 나중에 무장강도 혐의로 체포된다. 그 외에도 베티가 어린 메리를 여러 차례 사고로 위장하여 죽이려 했다는 사실이 친척들의 여러 증언에 의해 밝혀졌다. 메리는 자신이 어린 시절 반복적으로 성적 학대를 받아왔으며, 네 살 때부터 어머니에게 남성들과의 성행위를 강요받았고, 그녀의 생식기는 모두 망가져 사용할 수 없다고 말한다.

## 연쇄 살인
1968년 5월 25일, 11살 생일을 앞둔 메리는 마틴 브라운(Martin Brown, 당시 4세)을 목졸라 살해했다. 이 사건은 메리의 단독 범행으로 추정되고 있다. 이후 두 번째 살인과의 사이에 메리는 친구인 노마 벨(Norma Bell, 당시 13세, 메리와 성이 같기는 하나 가족 관계는 아니다)과 함께 스콧우드(Scotswood)의 한 어린이집에 침입, 도둑질을 하고 기물을 파손했다. 또, 브라운 살해와의 연관성을 암시하는 글도 남겼으나, 현지의 경찰은 이를 단순한 장난으로 간주했다.
이어 7월 31일, 메리와 노마는 브라이언 호(Brian Howe, 당시 3세)를 마틴과 마찬가지로 목졸라 살해했다. 경찰의 수사 결과 메리는 범행 후 호의 배에 면도칼로 N을 새겨넣기 위해 현장에 돌아온 것이 밝혀졌다. 이 N자는 나중에 다시 M자로 고쳐졌는데, 이 때도 같은 면도칼이 사용되었지만, N을 쓸때와 반대쪽 손을 사용했음이 밝혀졌다. 메리는 또한 가위로 호의 머리카락을 잘랐으며, 그의 생식기를 훼손했다.
두 범인이 어린 데다 진술이 서로 엇갈렸기에 이 사건들의 진상은 명확히 밝혀지지 못했다. 특히 경찰은 마틴 브라운의 피살을 고의적 살인이 아닌 사고로 보았고, 나중에서야 브라이언 호의 피살과 관련이 지어졌다.

## 재판
메리와 노마는 1968년 8월에 살인 혐의로 체포되었다. 12월 17일, 재판부는 '이상 심리의 전형적인 증상'이라는 정신 감정에 따라 메리에게 무기징역을 선고했다. 재판장에 간 메리는 한가지 실수를 범했는데, 친구인 노마는 시종일관 울면서 "잘못했다", "안 그러겠다"고 하며 배심원들의 동정을 끌만한 행동을 하며 빌었지만 메리는 그러지 않고 무표정으로 응했다. 심지어 재판에 참석한 어떤 여성이 자신을 보고 웃자 재판장에게 "재판장님, 저 여자 좀 어떻게 제지하시면 안될까요? 지금이 웃을때가 아닌데."하며 오히려 제지를 요청했다고도 한다. 다만 같은 재판에서 배심원들에게 반성의 태도를 보인 친구 노마는 무죄 석방되었다.
재판 기간 중 메리는 영국 언론의 단골 기삿거리가 되었고, 독일의 유명 주간지인 슈테른에서도 메리를 소재로 한 기사를 게재했다. 이는 베티가 돈을 목적으로 언론의 취재에 많이 응했기 때문이었고, 자신을 찾아온 기자들에게 메리에 대해 직접 쓴 글을 건네주기도 했다.
1979년 9월에 메리는 무어코트 개방 교도소(Moore Court open prison)로 이감되었다.

## 출소 이후
메리는 12년간 복역한 뒤 1980년에 출소했다. 이후 이름을 바꾸고 생활했으며 1984년에는 딸을 출산했다. 이것이 그녀의 유일한 아이가 될 것이다. 이 딸은 언론에 메리의 거주지가 노출될 때까지는 메리의 전과를 알지 못했다. 그러나 메리의 거주지는 곧 언론에 알려졌고 메리 모녀는 외출 시 사진을 찍히지 않기 위해 침대 시트를 뒤집어 쓰고 다녀야 했다. 딸의 익명성은 원래 그녀가 18살이 될 때까지만 보호되는 것이었다. 그러나 이후 2003년 5월 21일, 메리는 법원에 자신과 딸에 대한 사생활 보호를 연장해줄 것을 청구했고 이는 판사와의 재판 끝에 받아들여졌다.
2009년에 메리 벨의 외손녀가 태어났다.
기타 세레니는 메리에 대해 두 권의 책을 펴냈다. 하나는 1972년에 출판된 The Case of Mary Bell로, 살해 사건과 이후의 재판에 대해 초점을 맞추고 있으며, 또 하나는 1988년에 출판된 Cries Unheard: The Story of Mary Bell로, 메리 본과 주변 인물들과의 관계에서 본 메리의 삶 전반을 소개하고 있다. 두 번째 책은 벨이 매춘부였던 어머니와 그 손님들에게 당한 성적 학대를 처음으로 자세히 다루었다.
Cries Unheard의 출간은 논쟁에 휩싸였는데, 벨이 집필에 참여하면서 금전적 보상을 얻었기 때문이다. 이는 타블로이드 신문들에게 비판받았고, 블레어 정부는 범죄자가 자신의 범죄를 통해 이익을 얻는 것을 방지하고자 법적인 수단을 강구했지만, 출간을 막을 수 없었다.
벨 사건은 1999년 방영된 텔레비전 드라마 Law and Order의 한 에피소드에서 다루어지기도 했다.

## 참고 문헌
1. 1 2 3 4 5 6  1968: Mary Bell found guilty of double killing ; BBC News
2. 1 2  Child killer granted lifelong anonymity, BBC News, 21 mai 2003

## 같이 보기
- 네바다 땅